# Удайцівська сільська рада
Удайці́вська сільська́ ра́да — адміністративно-територіальна одиниця та орган місцевого самоврядування у Прилуцькому районі Чернігівської області. Адміністративний центр — село Удайці.

## Загальні відомості
Удайцівська сільська рада утворена у 1920 році.
- Територія ради: 51,199 км²
- Населення ради: 1 048 осіб (станом на 2001 рік)

## Населені пункти
Сільській раді підпорядковані населені пункти:
- с. Удайці
- с. Полонки

## Склад ради
Рада складається з 12 депутатів та голови.
- Голова ради: Лукащук Тамара Миколаївна
- Секретар ради: Федорець Олександра Дмитрівна

### Керівний склад попередніх скликань
| Прізвище, ім'я, по батькові | Основні відомості                                                                                                | Дата обрання | Дата звільнення |
| --------------------------- | --- | ------------ | --------------- |
| Лукащук Тамара Миколаївна   | Сільський голова, 1958 року народження, освіта середня спеціальна, член Всеукраїнського об'єднання «Батьківщина» | 26.03.2006   | 31.10.2010      |
| Лукащук Тамара Миколаївна   | Сільський голова, 1958 року народження, освіта середня спеціальна, позапартійна                                  | 31.10.2010   |                 |

Примітка: таблиця складена за даними сайту Верховної Ради України

### Депутати
За результатами місцевих виборів 2010 року депутатами ради стали:

#### За суб'єктами висування
| Суб'єкт висування            | Кількість обраних депутатів | %    |
| ---------------------------- | --------------------------- | ---- |
| Самовисування                | 9                           | 75   |
| Партія регіонів              | 2                           | 16,7 |
| Соціалістична партія України | 1                           | 8,3  |

#### За округами
| № округу                     | Прізвище, ім'я, по батькові    | Дата визнання обраним | Освіта             | Партійна приналежність             | Відомості про обраного депутата                     |
| ---------------------------- | ------------------------------ | --------------------- | ------------------ | ---------------------------------- | --------------------------------------------------- |
| Партія регіонів              |                                |                       |                    |                                    |                                                     |
| 3                            | Дука Олександра Василівна      | 01.11.2010            | середня спеціальна | член Партії регіонів               | Удайцівська спеціальна школа-інтернат, вихователь   |
| 12                           | Розуменко Тетяна Євгенівна     | 01.11.2010            | середня спеціальна | член Партії регіонів               | Удайцівська сільська бібліотека-філіал, бібліотекар |
| Соціалістична партія України |                                |                       |                    |                                    |                                                     |
| 1                            | Федорець Олександра Дмитрівна  | 01.11.2010            | середня спеціальна | член Соціалістичної партії України | Удайцівськасільська рада, секретар                  |
| Самовисування                |                                |                       |                    |                                    |                                                     |
| 2                            | Косенко Людмила Іванівна       | 01.11.2010            | середня спеціальна | позапартійна                       | СТОВ «Цукровик», бухгалтер                          |
| 4                            | Сапалов Валерій Леонідович     | 01.11.2010            | середня            | позапартійний                      | Удайцівський сільський будинок культури, директор   |
| 5                            | Придатко Віктор Миколайович    | 01.11.2010            | вища               | позапартійний                      | Удайцівська спеціальна школа-інтернат, вчитель      |
| 6                            | Шевченко Наталія Володимирівна | 01.11.2010            | середня спеціальна | позапартійна                       | СТОВ «Цукровик», ветеринарний лікар                 |
| 7                            | Проценко Валентина Миколаївна  | 01.11.2010            | вища               | позапартійна                       | Удайцівська спеціальна школа-інтернат, вчитель      |
| 8                            | Якубович Сергій Анатолійович   | 01.11.2010            | середня            | позапартійний                      | тимчасово не працює                                 |
| 9                            | Дьогтяр Григорій Федорович     | 01.11.2010            | вища               | позапартійний                      | СТОВ «Цукровик», агроном                            |
| 10                           | Дьогтяр Віра Миколаївна        | 01.11.2010            | середня спеціальна | позапартійна                       | Удайцівська спеціальна школа-інтернат, бібліотекар  |
| 11                           | Крило Анатолій Іванович        | 01.11.2010            | вища               | позапартійний                      | СТОВ «Цукровик», керуючий відділенням               |